# Xã Caseville, Michigan
Xã Caseville (tiếng Anh: Caseville Township) là một xã thuộc quận Huron, tiểu bang Michigan, Hoa Kỳ. Năm 2010, dân số của xã này là 2.570 người.